# Erland Bratt
Erland Axel Bratt, född 22 mars 1874 i Göteborg, död 19 augusti 1959 i Stockholm, var en svensk ingenjör. Han var bror till Gillis Bratt.

## Biografi
Bratt utexaminerades från Chalmers tekniska läroanstalt 1896 och ägade sig därefter åt bilar och biltrafik, först i Paris och därefter i Sverige. Han var konstruktör vid AB Motorfabriken i Göteborg, som då byggde stationära tvåtaktsmotorer och därefter vid AB Gustaf Ericssons automobilfabrik i Stockholm. 
Åren 1909-1920 var han generalsekreterare i Kungliga Automobilklubben och från 1911 besiktningsman för motorfordon och från 1924 inspektör för de auktoriserade körskolorna i Stockholm. Bratt utgav en rad populära bilhandböcker.